# Serica guidoi
Serica guidoi är en skalbaggsart som beskrevs av Ahrens 1999. Serica guidoi ingår i släktet Serica och familjen Melolonthidae. Inga underarter finns listade i Catalogue of Life.